# Banaula
Banaula – gaun wikas samiti we wschodniej części Nepalu w strefie Sagarmatha w dystrykcie Saptari. Według nepalskiego spisu powszechnego z 2001 roku liczył on 542 gospodarstw domowych i 3392 mieszkańców (1684 kobiet i 1708 mężczyzn).